# Väike Lembrilaid
Väike Lämbrilaid ist eine unbewohnte Insel, 390 Meter von der größten estnischen Insel Saaremaa entfernt. Die Insel liegt in der Landgemeinde Saaremaa im Kreis Saare. Sie liegt in der Bucht Saastna laht im Kahtla-Kübassaare hoiuala.
Väike Lembrilaid ist 40 Meter lang und 15 Meter breit.